# Mastus amenazada
Mastus amenazada is een slakkensoort uit de familie van de Enidae. De wetenschappelijke naam van de soort is voor het eerst geldig gepubliceerd in 1999 door Welter-Schultes.